# Acul-du-Nord (arrondissement)
Acul-du-Nord  (em crioulo, Akil dinò), é um arrondissement do Haiti, situado no departamento do Norte. De acordo com o censo de 2003, Acul-du-Nord tem uma população total de 105.300 habitantes.

## Comunas
O arrondissement de Acul-du-Nord  é composto por 3 comunas.
- Acul-du-Nord
- Milot
- Plaine-du-Nord